# Dalfazalm
Die Dalfazalm ist eine privat bewirtschaftete Schutzhütte im Rofangebirge in Tirol. Sie befindet sich auf 1693 m Höhe in der Gemeinde Eben am Achensee. Der Name Dalfaz hat romanischen Ursprung und bedeutet sinngemäß „dort, wo sie Heu machen“.

## Geschichte
Das älteste Gebäude der Dalfazalm ist eine Sennhütte aus dem Jahr 1664, in welcher heute historische Milchverarbeitungsgeräte ausgestellt werden. Zeitgenössische Aufzeichnungen über die Historie der Alm existieren nicht mehr, da sämtliche Unterlagen, die im Tal archiviert waren, bei einem Brand vernichtet wurden. Mit dem Bau der Rofanseilbahn in den 1950er Jahren stiegen die Besucherzahlen merklich, so dass die vorhandenen Almgebäude nicht mehr ausreichend Kapazitäten boten. Von 1981 bis 1984 wurde die Dalfazalm zu ihrer heutigen Form aus- und umgebaut.

## Landwirtschaft
Auf den Bergweiden der Dalfazalm werden vom Frühling bis zum Almabtrieb Milchkühe, Jungvieh, Schweine und Schafe gehalten.

## Wege

### Zustieg
- von der Bergstation der Rofanseilbahn, Gehzeit 45 Minuten
- von der Talstation der Rofanseilbahn über die Durrach-Alm, Gehzeit 2 Stunden
- von Buchau über den Dalfazer Wasserfall, Gehzeit 2 Stunden
- von Achenkirch über die Kotalm und das Steinerne Tor, Gehzeit 4 Stunden

### Touren von der Dalfazalm / Gipfelbesteigungen
- Hochiss (2299 m), Gehzeit 2½ Stunden, von dort Zustieg zum 5-Gipfel-Klettersteig
- Rotspitze (2067 m), Gehzeit 1½ Stunden
- Klobenjoch (2041 m), Gehzeit 1 Stunde
- Dalfazer Wände

### Übergänge zu anderen Hütten
- Erfurter Hütte, Gehzeit 1 Stunde

## Sonstiges
In den 1930er Jahren fand ein Senner auf dem Gebiet der Dalfazalm eine Dolchklinge, die auf die Mittlere Bronzezeit datiert wurde. Dieser Fund wird, in Verbindung mit einem alten Höhenweg von Maurach zum nördlichen Rand des Achensees, als Beleg für die urgeschichtliche Nutzung der Almflächen als Weideland angesehen.
Die Dächer einiger der Almgebäude sind in traditioneller Legschindel-Bauweise ausgeführt. Dabei werden die Schindeln ohne Nägel verlegt, sie werden auf Holzstangen (sogenannte Schwerstangen) aufgelegt und zur Beschwerung mit Steinen (Schwersteinen) versehen.